# Аквиланские хроники
Аквиланские хроники (итал. Cronache aquilane) — корпус средневековых историографических и литературных памятников, являющийся важным источником по истории города Л’Акуила в Абруццо, в современной Италии. Хроники написаны на латыни или итальянском языке, в прозе или поэтической форме. В них повествуется о событиях позднего средневековья, с момента основания города в XIII веке до конца XV века. Единственное исключение — запись о первых десятилетиях XVI века. Хроники были восстановлены в XVIII веке усилиями эрудита и епископа-ораторианца Антоном Лудовико Антинори.
Родоначальником Аквиланских хроник был средневековый летописец Буччо ди Раналло (1294—1363) из фракции Попплето в Л’Акуиле, хроника которого охватывала 1254—1362 годы. Во второй половине XIV — XV веке хроника Буччо была продолжена сочинениями других летописцев — Антонио ди Боэтио (период с 1363 по 1381 год), Никколо да Борбона (период с 1362 по 1424 год), Анонимом из Ардингелли и Бернардино да Фосса (оба период с 1254 по 1423 год), Франческо Анджелуччо ди Баццано (период с 1436 по 1485 год), Алессандро де Ритиисом (период с 1347 по 1497).
Завершается корпус «Базилианской хроникой» Винченцо ди Базилии из Коллебринчоне, охватывающей период с 1476 по 1529 год. В ней прослеживается переход от средневековья к истории нового времени, в частности говорится об Итальянских войнах.
Аквиланские хроники повествуют о «золотом веке» в истории Л’Акуилы, о времени экономического процветания и автономного статуса города, перед тем, как в ходе Итальянских войн он был лишён самоуправления Неаполитанскими королями из династии Трастамара.

## Краткое описание хроник
Единственная городская хроника в Неаполитанском королевстве. Сохранилась только часть документов в 54 томах, включая и топографическое описание местности, кодифицированная Антоном Людовико Антинори.
«Хроника Аквилы» Буччо ди Раналло из Попплито охватывает период от основания города в 1254 году, и доходит до мая 1362 года. Она написана в поэтической форме четверостиший (с 1256 года александрийским стихом). В ней повествуется об основании города и преемственности королевских династий на юге Италии, о политической борьбе фракций. Хроника имеет большое значение для историков, как из-за точно излагаемых фактов, так и за качество живого, временами страстного, повествования. Есть предположение, что Буччо был не пополаном, а шутом, происходившим из крестьянской среды. Его работа не сохранилась в оригинале, но была переписана и продолжена большой группой последователей и подражателей.
Рифмованная «Хроника дел в Л’Акуиле» Антонио ди Боэтио (или Боэцио), также известного под именем Антонио ди Буччо из Сан-Витторино, охватывает период с 1363 по 1381 год, также написана в поэтической форме и тем же стихом, что и предыдущая. Этот хроника является дополнением к метрической поэме в честь короля Неаполя Карла III Малого (1382—1386), захватившего власть в городе после победы над королевой Джованной I. Оба сочинения Антонио Боэцио были опубликованы Антоном Лудовико Антинори в VI томе «Древностей итальянского средневековья», выпускавшихся под редакцией историка Лудовико Антонио Муратори.
«Каталог Аквиланских Понтификов» (лат. Catalogus Pontificum Aquilanorum) охватывает период времени от 1254 до 1472 год. Каталог составлен двумя анонимными авторами. Он тоже был опубликован в VI томе «Древностей итальянского средневековья», благодаря усилиям всё того же Антона Людовико Антинори, который обнаружил копию каталога в архиве капитулярия Святого Максима из Авеи. Другая копия ныне хранится в библиотеке Ватикана.
«Дневник Якопо Донадеи» (лат. Diaria rerum suis temporibus Aquilae et alibi gestarum) описывает ежедневные события в городе с 31 августа 1391 года по 6 января 1431 года. Он принадлежал Якопо Донадеи, епископу Л’Акуилы и написан на латинском языке. Обнаруживший его Антон Людовико Антинори отправил рукопись в Рим Джованни Кристофано Амадуцци, где она была опубликована в 1783 году.
«Хроника дел в Л’Акуиле с 1363 по 1424 год» Никколо да Борбоно написана прозой народным наречием, включает эпизод об осаде города армией под командованием Андреа Фортебраччо, повествует о его смерти, событиях борьбы между Анжуйской и Арагонской династиями в Италии. Вместе с первой хроникой, послужила материалом для сочинения Алессандро де Ритииса «Хроника города Л’Акуилы», написанном в середине XV века.
«Летопись города Л’Акуилы от основания до 1424 года» была обнаружена XIX веке Анджело Леозини. Он скопировал её из рукописного источника, находившегося в собственности семьи Драгонетти. Хроника была опубликована после его смерти в двух томах в 1883 и 1886 годах.
«Брачческая война» Никколо Чиминелло ди Баццано в поэтической форме описывает осаду Л’Акуилы армией под командованием Браччо Фонтебраччо в 1423—1424 году. Состоит из одиннадцати восьмистрочных песен. В середине XVI века Анджело Пико Фонтикулано перевёл стихотворение с латыни на итальянский язык в прозе под заглавием «Браччанская война». Этот перевод неоднократно переиздавался в XVII—XVIII веках.
«Хроника дел в Л’Акуиле с 1436 по 1485 год» Франческо Анджелуччо ди Баццано, купца и городского политика, в прозе на народном наречии, представляет собой компиляцию известных событий, аннотированную за каждый год. Ярко описана повседневная жизнь в Л’Акуиле, например, великий снегопад 1465 год, а также самые трагические события в городе, такие, как разрушительные землетрясения в 1461 и 1462 годах или эпидемия чумы в Л’Акуиле в 1478 году.
«Хроника города Л’Акуила» Алессандро де Ритииса, написанная на средневековой латыни между 1493 и 1497 годами, ценный источник по социальной, политической, церковной и общественной ситуациям в городе в исторический период, к которому она относится. Автор является очевидцем или даже активным участником некоторых событиях, о которых он повествует. Оригинальная рукопись впервые была опубликована в 1941 и 1943 годах Леопольдо Кассесе, главой Государственного архива Л’Акуилы. Другим сочинением Алессандро де Ритииса была «Хроника орденов» (лат. Chronica Ordinis), или «Хроника монахов-францисканцев» (лат. Chronica Franciscanae Religionis).
В корпус Аквиланских хроник входят также сочинения двух анонимных авторов — анонима из Ардингелли и анонима Малой хроники дел в Л’Акуиле. «Базилдианская хроника» Винченцо ди Базилии из Коллебринчоне последний памятник корпуса, написанный в XVI веке, повествование охватывает период с 1476 по 1529 год. Оно останавливается на 1529 году, знаменательной дате в истории города, потому что это год окончания длительного периода автономии Л’Акуилы. Филибер де Шалон, принц Оранский, вступив в Л’Акуилу, наложил на жителей штраф в размере ста тысяч дукатов. На эти деньги он построил Испанский форт — крепость, позволившую контролировать город.